# FK Mladost Doboj Kakanj
Fudbalski Klub Mladost Doboj Kakanj, comumente referido como simplesmente Mladost, é um clube de futebol profissional da vila de Doboj, que está situado na Bósnia e Herzegovina.
O clube atualmente joga na Premijer Liga e joga suas partidas em casa na MGM Farm Arena em Doboj (Kakanj), que tem capacidade para 3.000 lugares.

## História
O clube foi fundado em 1959, sobre as fundações do FK Doboj, que foi fundado em 1956 e jogava na liga dos jogos esportivos trabalhistas de Kakanj.
Na temporada 2009-10, o clube foi o primeiro na Liga Cantonal de Zenica-Doboj e foi promovido à Segunda Liga - FBIH, onde terminou em 4º lugar na primeira temporada. O clube jogou na primeira rodada da Copa Bósnia na temporada 2008-09. Em 2013, Mladost terminou em primeiro lugar na Segunda Liga - FBIH (Grupo Centro) e foi promovido à Primeira Liga - FBiH. 
Na temporada 2014-15 da Primeira Liga - FBIH, o clube terminou em primeiro lugar e ganhou a promoção para a Premijer Liga.
O maior sucesso do Mladost até agora veio na temporada 2016–17, quando o clube chegou à semifinal da Copa Bósnia daquela temporada. Em seu caminho para a semifinal, Mladost eliminou Rudar Prijedor, Slavija Sarajevo e Bosna Union, antes de ser eliminado pelo Sarajevo na semifinal.

## Títulos
- Primeira Liga - FBiH: 2014-15
- Segunda Liga - FBiH: 2012–13 (centro)
- Liga Cantonal de Zenica-Doboj (4º nível): 2009–10